# WTA Delray Beach
Das WTA-Turnier von Delray Beach (englisch offiziell: Virginia Slims of Florida) war ein Damen-Tennisturnier der WTA Tour, das in der Stadt Delray Beach ausgetragen wurde.

## Siegerliste

### Einzel
| Jahr                   | Siegerin    | Finalgegnerin           | Ergebnis |
| ---------------------- | ----------- | ----------------------- | -------- |
| ↓ Kategorie: Tier II ↓ |             |                         |          |
| 1993                   | Steffi Graf | Arantxa Sánchez Vicario | 6:4, 6:3 |
| 1994                   | Steffi Graf | Arantxa Sánchez Vicario | 6:3, 7:5 |
| 1995                   | Steffi Graf | Conchita Martínez       | 6:2, 6:4 |

### Doppel
| Jahr                   | Siegerinnen                          | Finalgegnerinnen              | Ergebnis |
| ---------------------- | ------------------------------------ | ----------------------------- | -------- |
| ↓ Kategorie: Tier II ↓ |                                      |                               |          |
| 1993                   | Gigi Fernández Natallja Swerawa      | Jana Novotná Larisa Neiland   | 6:2, 6:2 |
| 1994                   | Jana Novotná Arantxa Sánchez Vicario | Manon Bollegraf Helena Suková | 6:2, 6:0 |
| 1995                   | Mary Joe Fernández Jana Novotná      | Lori McNeil Larisa Neiland    | 6:4, 6:0 |